# Conochares seminivealis
Conochares seminivealis là một loài bướm đêm trong họ Noctuidae.